# Elivélton
Elivélton Alves Rufino, född 31 juli 1971, är en brasiliansk tidigare fotbollsspelare.
Elivélton spelade 13 landskamper för det brasilianska landslaget. Han deltog bland annat i Copa América 1993.